# Salah Abdeslam
Salah Abdeslam (sinh ngày 15 tháng 9 năm 1989) là một người Pháp gốc Maroc sinh ra ở Bỉ. Đây là nghi phạm gây ra các vụ tấn công Paris tháng 11 năm 2015 khiến 130 người đã thiệt mạng và 368 người khác bị thương.
Ngay sau khi công bố các chi tiết của các cuộc tấn công, anh này đã được một số tờ báo gọi là Kẻ thù số 1 của công chúng, hoặc là "truy nã gắt gao nhất" cho tội ác bởi các cơ quan có thẩm quyền ở châu Âu. Sau khi chạy trốn, anh này đã trở thành "mục tiêu của một trong những cuộc săn lùng thủ phạm lớn nhất trong lịch sử hiện đại châu Âu". Europol đã Abdeslam lần đầu tiên đã đưa Abdeslam vào danh sách tội phạm truy nã trong số 57 cá nhân được liệt kê công khai bởi tổ chức vào tháng 1 năm 2016.
Người ta biết rằng Abdeslam có liên lạc đã hoặc liên kết xã hội đối với Nhà nước Hồi giáo Iraq và Levant, do tổ chức ISIL sau đó đã nhận trách nhiệm về vụ tấn công. Trong số những người kẻ được biết đến có tham gia vào các cuộc tấn công, Mohamed Abrini là một trong hai người vẫn còn sống, do những người khác tham gia vào một trong hai đã tự sát, hoặc đã bị cảnh sát giết chết.
Tối ngày 18 tháng 3 năm 2016, Alah Abdeslam đã bị bắt giữ tại quận Molenbeek ở Bruxelles, Bỉ.